# Forte do Terreiro

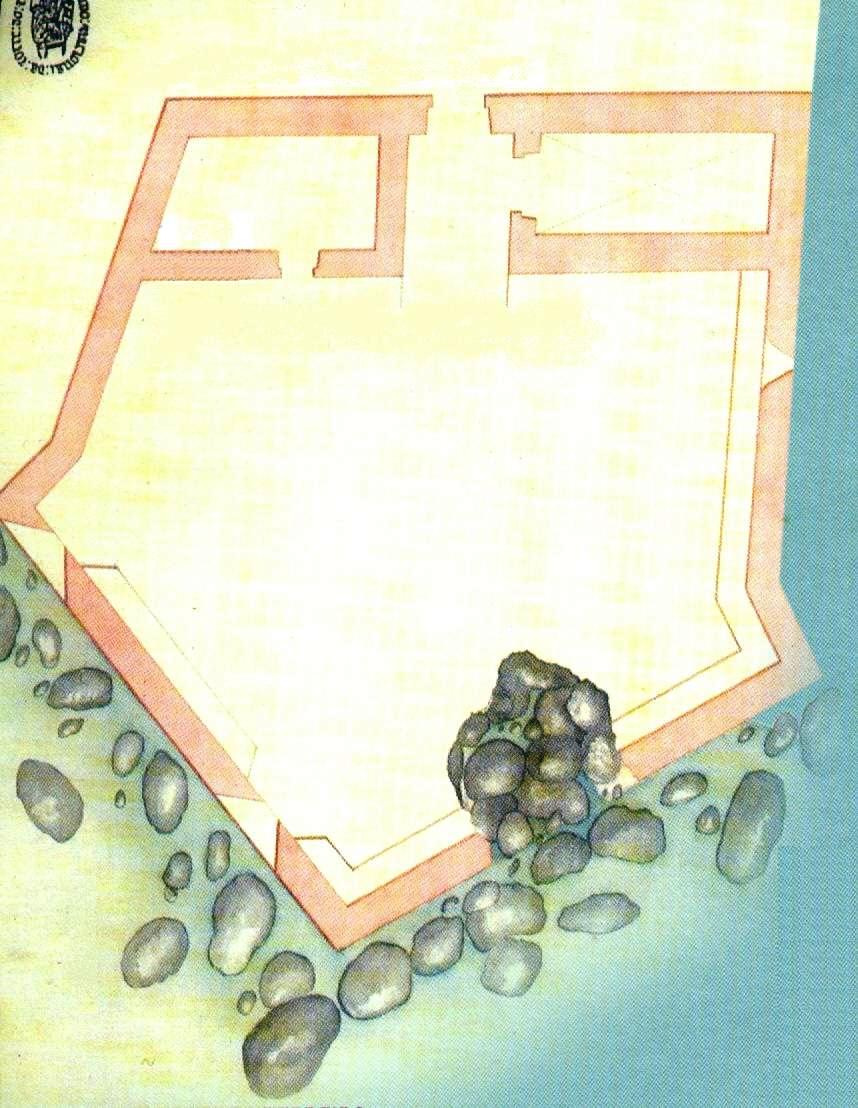
Forte do Terreiro (Francisco Xavier Machado, 1772, ANTT).

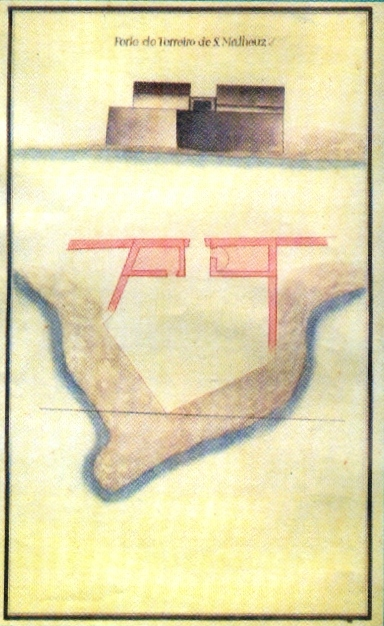
Forte do Terreiro de S. Matheuz (José Rodrigo de Almeida, 1830, GEAEM).

O Forte do Espírito Santo, também referido como Forte do Terreiro de São Mateus, localizava-se na ponta de São Mateus, na freguesia de São Mateus da Calheta, concelho de Angra do Heroísmo, na costa sul da ilha Terceira, nos Açores.
Em posição dominante sobre este trecho do litoral, última enseada a oeste de Angra com condições para se efetuar um desembarque, constituiu-se em uma fortificação destinada à defesa deste ancoradouro contra os ataques de piratas e corsários, outrora frequentes nesta região do oceano Atlântico. Cruzava fogos com o Forte do Negrito.

## História
A sua construção ocorreu no contexto da crise de sucessão de 1580, concomitante à dos fortes vizinhos, entre 1579 e 1581, por determinação do então corregedor dos Açores, Ciprião de Figueiredo e Vasconcelos, conforme o plano de defesa da ilha elaborado por Tommaso Benedetto. Como as demais fortificações erguidas na ilha à época, destinava-se à proteção contra a iminente tentativa de invasão por parte de uma Armada castelhana.
Com a instalação da Capitania Geral dos Açores, o seu estado foi assim reportado em 1767:
"33º - Forte do Terreiro. Precisa o seu parapeito todo reformado e do mesmo precisa hum lance de muralha que se acha arruinado e a sua plataforma se deve acrescentar. Tem quatro peças de ferro boas e os seus reparos capazes e para se guarnecer precisa de quatro artilheiros e dezeseis auxiliares."
Encontra-se relacionado como "Forte do Terreiro" no trabalho do capitão de Infantaria com exercício de Engenharia, Francisco Xavier Machado, "Revista dos fortes e redutos da ilha Terceira" (1772), atualmente no Arquivo Nacional da Torre do Tombo.
Encontra-se referido como "32. Forte do Spirito S.to no terreiro de S. Matheus" no relatório "Revista aos fortes que defendem a costa da ilha Terceira", do Ajudante de Ordens Manoel Correa Branco (1776), que lhe aponta a ruína: "Este Forte preciza a mayor parte fazerse de novo."
No contexto da Guerra Civil Portuguesa (1828-1834) voltou a revestir-se de importância estratégica, constando o seu alçado e planta ("Forte do Terreiro de S. Matheus") na "Colecção de Plantas e Alçados de 32 Fortalezas dos Açores, por Joze Rodrigo d'Almeida em 1830". Entretanto, este representa-o em adiantado estado de degradação, sem os muros pelo lado do mar.
A "Relação" do marechal de campo Barão de Bastos em 1862 informa que se encontrava incapaz desde longos anos.
Esta estrutura não chegou até aos nossos dias.

## Características
De tipo abaluartado, apresentava planta de formato pentagonal irregular, rasgando-se em seus muros quatro canhoneiras.